# 飯島幸人
飯島 幸人（いいじま ゆきと、1932年 - ）は、日本の船舶工学者。東京商船大学、鳥羽商船高等専門学校名誉教授、中国大連海事大学名誉教授。

## 来歴
1955年9月、東京商船大学航海科卒業。東京商船大助教授、1974年、教授。1976年、「海上交通管制の研究」で東京大学工学博士。1995年定年退官、名誉教授、鳥羽商船高等専門学校校長、2000年定年退官、名誉教授。日本航海学会会長を務めた。

## 著書
- 大航海時代の風雲児たち 成山堂書店 1995.5
- マドロスはなぜ縞のシャツを着るのか 論創社 2000.2
- 航海技術の歴史物語 帆船から人工衛星まで 成山堂書店 2002.8

## 共著
- 航海計測 林尚吾共著 成山堂書店 1986.12 (航海技術シリーズ)
- 電波航法 今津隼馬共著 成山堂書店 1989.4 (航海技術シリーズ)
- GMDSSの解説 全世界的な海上遭難・安全システム 庄司和民共著 成山堂書店 1990.1
- GMDSS 新しい海上遭難無線通信システム 庄司和民 成山堂書店 1992.11
- GMDSS実務マニュアル 全世界的な海上遭難・安全システム 庄司和民 成山堂書店 1996.8

## 翻訳
- 自動衝突予防援助装置マニュアル / A.G.Bole,K.D.Jones編 吉本高使共訳 海文堂出版 1983.12
- 海に由来する英語事典 ピーター・D.ジーンズ 丹羽隆子共訳 成山堂書店 2009.10

## 参考
- 著書記載の略歴